# Kahina Mebarki
Kahina Mebarki (21 de diciembre de 1987) es una deportista argelina que compite en triatlón.
Ganó dos medallas en los Juegos Panafricanos, plata en 2019 y bronce en 2023, y una medalla de bronce en el Campeonato Africano de Triatlón de 2023.

## Palmarés internacional
| Juegos Panafricanos | Juegos Panafricanos | Juegos Panafricanos | Juegos Panafricanos |
| Año                 | Lugar               | Medalla             | Prueba              |
| ------------------- | ------------------- | ------------------- | ------------------- |
| 2019                | Rabat (Marruecos)   | Medalla de plata    | Relevo mixto        |
| 2023                | Acra (Ghana)        | Medalla de bronce   | Individual          |
| Campeonato Africano |                     |                     |                     |
| Año                 | Lugar               | Medalla             | Prueba              |
| 2023                | Hurgada (Egipto)    | Medalla de bronce   | Relevo mixto        |